# AIK Fotboll Damer
O AIK Fotboll Damer é um clube sueco de futebol feminino com sede na cidade de Solna (subúrbio de Estocolmo). É uma secção do clube matriz AIK.
Foi criado em 1970 e tem como arena desde a década de 1980 o estádio Skytteholms IP, com capacidade para acolher 4000 espetadores.

## Time Corrente Feminino
Nota: Bandeiras indicam equipe nacional, conforme definido pelas regras de elegibilidade da FIFA. Os jogadores podem ter mais de uma nacionalidade não-FIFA.
| N.º |           | Posição | Jogadora              |
| --- | --------- | ------- | --------------------- |
| 1   | Suécia    | G       | Maja Åström           |
| 2   | Suécia    | D       | Linda Sembrant        |
| 3   | Suécia    | D       | Emelie Ölander        |
| 4   | Suécia    | M       | Eli Ekblom Bak        |
| 5   | Finlândia | A       | Essi Sainio           |
| 6   | Suécia    | M       | Emelie Karlsson-Wedin |
| 7   | Suécia    | D       | Frida Höglund         |
| 8   | Finlândia | M       | Anne Mäkine           |
| 9   | Finlândia | A       | Annica Sjölund        |
| 10  | Suécia    | M       | Louise Fors           |

| N.º |           | Posição | Jogadora                |
| --- | --------- | ------- | ----------------------- |
| 12  | Suécia    | D       | Elin Karlsson           |
| 13  | Suécia    | D       | Sofia Simonsson         |
| 14  | Suécia    | D       | Linda Lundström         |
| 16  | Suécia    | A       | Emma Lindqvist          |
| 17  | Suécia    | M       | Hanna Folkesson         |
| 18  | Suécia    | A       | Heléne Holmgren         |
| 19  | Finlândia | A       | Laura Östergerg Kalmari |
| 20  | Suécia    | M       | Emilia Appelquist       |
| 21  | Suécia    | A       | Kimberly Gustafsson     |
| 22  | Suécia    | G       | Johanna Baecklund       |